# AYA KAMIKI Greatest Best
『AYA KAMIKI Greatest Best』（アヤ・カミキ・グレーティスト・ベスト）は、上木彩矢の1枚目のベストアルバム。

## 概要
- ビーイング（WEED、GIZA studio）在籍時における、シングル・コレクション的なベストアルバムで、エイベックスからリリースする4枚目のアルバム『INDIVIDUAL EMOTION』と同時発売。
- 「AYA KAMIKI LIVE 2008」から厳選で収録したDVDが付属する。

## 収録曲

### CD
1. Communication Break
  - 作詞：上木彩矢 / 作曲：徳永暁人 / 編曲：後藤康二

1stシングル
2. ピエロ
  - 作詞：稲葉浩志 / 作曲：松本孝弘 / 編曲：葉山たけし

2ndシングル。B'zの楽曲「ピエロ」のカバー。
3. もう君だけを離したりはしない
  - 作詞：上木彩矢 / 作曲：川本宗孝 / 編曲：葉山たけし

3rdシングル
4. Secret Code
  - 作詞：上木彩矢 / 作曲：大野愛果 / 編曲：葉山たけし

1stアルバム『Secret Code』収録曲。
5. 眠っていた気持ち 眠っていたココロ
  - 作詞：上木彩矢 / 作曲：大野愛果 / 編曲：葉山たけし

4thシングル
6. ミセカケの I Love you
  - 作詞：上木彩矢 / 作曲：大野愛果 / 編曲：葉山たけし

5thシングル
7. 明日のために
  - 作詞：上木彩矢 / 作曲：大野愛果 / 編曲：葉山たけし

6thシングル
8. 星の降る夜には
  - 作詞：上木彩矢 / 作曲・編曲：Hiya & Katsuma

2ndアルバム『明日のために 〜Forever More〜』収録曲。
9. SUNDAY MORNING
  - 作詞：上木彩矢 / 作曲：大野愛果 / 編曲：岡本仁志

7thシングル
10. 君去りし誘惑
  - 作詞：上木彩矢 / 作曲：大野愛果 / 編曲：岡本仁志

8thシングル
11. Summer Memories
  - 作詞：上木彩矢 / 作曲：大野愛果 / 編曲：岡本仁志

9thシングル
12. Are you happy now?
  - 作詞：上木彩矢 / 作曲・編曲：岡本仁志

3rdアルバム『Are you happy now?』収録曲。
13. 世界はそれでも変わりはしない
  - 作詞：上木彩矢 / 作曲：大野愛果 / 編曲：葉山たけし

10thシングル、アルバム初収録。
14. A constellation
  - 作詞：上木彩矢 / 作曲・編曲：岡本仁志

インディーズミニアルバム『CONSTELLATION』収録曲。
15. CRAZY
  - 作詞：上木彩矢 / 作曲：Hiya & Katsuma / 編曲：豆田将

インディーズミニアルバム『ROCK ON』収録曲。

### DVD
- 2008年ワンマンLIVEより厳選映像
- VIDEO CLIP

1. Are you happy now?
2. 世界はそれでも変わりはしない

## レコーディング参加
- 後藤康二 - ギター、ベース
- 葉山たけし - ギター、ベース
- 渡辺直樹 - ベース
- 岡本仁志（GARNET CROW） - ギター、ベース
- 森下志音 - ギター
- 大田紳一郎（doa） - コーラス
- 荒神直規 - コーラス
- 竹井詩織里 - コーラス
- 宇浦冴香 - コーラス